# Casa de Asturias 400
La Casa de Asturias 400 es un inmueble residencial ubicado en el barrio El Golf de la comuna de Las Condes, en la ciudad de Santiago, Chile. Construida entre los años 1954 y 1955, fue declarada Monumento Nacional de Chile, en la categoría de Monumento Histórico, mediante el Decreto n.º 126, del 9 de marzo de 2010.

## Historia
En 1937 nació el barrio El Golf, como un nuevo enclave residencial para la alta sociedad chilena de la época, al efectuar la parcelación de terrenos al oriente del canal San Carlos.
En 1953 el estadounidense David Billikopf Marshall adquirió parte de un terreno de propiedad del empresario textil Nicolás Yarur para la construcción de su residencia. La casa fue diseñada por los arquitectos Alberto Cruz Eyzaguirre y Luis Vidal Vidal, inspirada en la vivienda Stephen Foster Memorial Home de San Agustín, Florida, Estados Unidos.
La casa mantiene su uso residencial original, aunque el barrio El Golf desde los años 1990 se transformó en un barrio de oficinas y de edificios en altura.

## Descripción
Cuenta con tres volúmenes que se presentan de forma simétrica: el garaje y el departamento de servicio de un piso de altura, y, al centro de las edificaciones menores, la vivienda principal de dos pisos más un sótano.
La vivienda, de estilo neocolonial británico con marcado uso de la simetría, es de albañilería de ladrillos de arcilla, dispuestos en aparejo flamenco de un asta, con cimientos de hormigón. Se encuentra su frente y antejardín dispuestos hacia la calle Asturias, y cuenta con un patio posterior amplio con varias especies arbóreas plantadas en 1956, dentro de las que se cuentan ceibos, encinas, tilos, sauces y jacarandás.